# Скибинцы (Тростянецкий район)
Скибинцы (укр. Скибинці) — село на Украине, находится в Тростянецком районе Винницкой области.
Код КОАТУУ — 0524181203. Население по переписи 2001 года составляет 291 человек. Почтовый индекс — 24341. Телефонный код — 4343.
Занимает площадь 0,177 км².
В селе родился Герой Советского Союза Леонтий Смавзюк.

## Адрес местного совета
24340, Винницкая область, Тростянецкий р-н, с. Глубочок